# Gnosonesima
Gnosonesimida, Gnosonesimidae
Ordre
Famille
Genre
Gnosonesima est un genre de vers plats, le seul de la famille des Gnosonesimidae et de l'ordre des Gnosonesimida. Cet ordre appartient au sous-embranchement des Rhabditophora. 

## Systématique
Les noms valides complets avec auteur de ces taxons sont :
- pour l'ordre : Gnosonesimida ;
- pour l'unique famille de l'ordre : Gnosonesimidae Reisinger, 1926 ;
- pour l'unique genre de la famille : Gnosonesima Reisinger, 1926.

Le genre Gnosonesima a pour synonyme Gnosonesimila Westblad, 1952.

### Liste des espèces
Selon la base de données World Register of Marine Species (8 novembre 2023), le genre Gnosonesima possède les espèces suivantes :
- Gnosonesima antarctica Reisinger, 1926
- Gnosonesima borealis (Westblad, 1952)
- Gnosonesima brattstroemi Karling, 1968
- Gnosonesima mediterranea Martens & Schockaert, 1985
- Gnosonesima reisingeri Karling, 1968
- Gnosonesima tropicalis Schockaert & Martens, 1985

### Phylogénie
La famille des Gnosonesimidae, dans un premier temps classée dans l'ancien ordre des Lecithoepitheliata, est désormais rattachée au clade des Amplimatricata.